# L'Amour au collège
Pour plus de détails, voir Fiche technique et Distribution.
L'Amour au collège (Terza liceo) est un film italien réalisé en 1953 par Luciano Emmer, sorti en 1957.

## Synopsis
Pour leur dernière année à l'école, des étudiants doivent affronter leurs examens alors que qu'ils vivent des histoires d’amours, des disputes et des drames.

## Fiche technique
- Titre : L'Amour au collège
- Titre original :Terza liceo
- Réalisation : Luciano Emmer
- Scénario : Sergio Amidei, Carlo Bernari, Luciano Emmer, Arturo Moreno et Vasco Pratolini
- Photographie : Mario Bava
- Décors : Mario Chiari et Mario Garbuglia
- Costumes : Maria Rosaria Crimi
- Son : Mario Amari et Mario Messina
- Musique : Carlo Innocenzi
- Montage : Eraldo Da Roma
- Pays d'origine :  Italie
- Production : Incom Centro Cinematografico e Televisivo
- Genre : Comédie dramatique
- Durée : 98 minutes
- Dates de sortie : 
  - Italie :
  - France : 10 janvier 1957

## Distribution
- Ugo Amaldi : Franco
- Vittorio André
- Claudio Barbesino
- Gianni Bonini : Piero
- Paola Borboni
- Antonio Battistella
- Tullio Bulgarelli
- Ferdinando Cappabianca : Andrea Venturi
- Christine Carère : Giovanna Zanetti
- Livia De Stefano
- Rita Livesi
- Giuliano Montaldo
- Roberta Primavera : Maria Olivieri
- Turi Pandolfini : Scandurra
- Ilaria Occhini : Lucia Luccehsi
- Anna Maria Sandri : Teresa Di Lieto